# Élections cantonales de 2004 dans le Puy-de-Dôme
Les élections cantonales ont eu lieu les 21 et 28 mars 2004.
Lors de ces élections, 30 des 61 cantons du Puy-de-Dôme ont été renouvelés. Elles ont vu l'élection de la majorité socialiste dirigée par Jean-Yves Gouttebel, succédant à Pierre-Joël Bonté, président PS du conseil général depuis 1998.

## Résultats à l’échelle du département
Répartition départementale des résultats (2e tour).
- PCF (3,37 %)
- PS (53,94 %)
- DVG (4,87 %)
- UMP (28,99 %)
- UDF (0,44 %)
- DVD (8,38 %)

| Étiquette      | Étiquette                          | Premier tour | Premier tour | Second tour | Second tour | Sièges |
| Étiquette      | Étiquette                          | Voix         | %            | Voix        | %           | Sièges |
| -------------- | ---------------------------------- | ------------ | ------------ | ----------- | ----------- | ------ |
|                | Parti socialiste                   | 57 975       | 37,78        | 77 382      | 53,94       | 20     |
|                | Parti communiste français          | 11 170       | 7,28         | 4 832       | 3,37        | 2      |
|                | Extrême gauche                     | 6 650        | 4,33         |             |             |        |
|                | Divers gauche                      | 6 456        | 4,21         | 6 980       | 4,87        | 4      |
|                | Les Verts                          | 5 302        | 3,45         |             |             |        |
| Gauche         | Gauche                             | 87 553       | 57,05        | 89 194      | 62,18       | 26     |
|                |                                    |              |              |             |             |        |
|                | Union pour un mouvement populaire  | 36 519       | 23,80        | 41 591      | 28,99       | 3      |
|                | Front national                     | 11 102       | 7,23         |             |             |        |
|                | Divers droite                      | 10 070       | 6,56         | 12 026      | 8,38        | 1      |
|                | Union pour la démocratie française | 6 564        | 4,28         | 636         | 0,44        | 0      |
|                | Extrême droite                     | 133          | 0,09         |             |             |        |
| Droite         | Droite                             | 64 388       | 41,96        | 54 253      | 37,81       | 4      |
|                |                                    |              |              |             |             |        |
|                | Divers                             | 1 298        | 0,85         |             |             |        |
|                | Écologistes divers                 | 234          | 0,15         |             |             |        |
|                |                                    |              |              |             |             |        |
| Inscrits       | Inscrits                           | 237 708      | 100,00       | 222 237     | 100,00      |        |
| Abstention     | Abstention                         | 77 658       | 32,67        | 66 582      | 29,96       |        |
| Votants        | Votants                            | 160 050      | 67,33        | 155 655     | 70,04       |        |
| Blancs et nuls | Blancs et nuls                     | 6 577        | 4,11         | 12 208      | 7,84        |        |
| Exprimés       | Exprimés                           | 153 473      | 95,89        | 143 447     | 92,16       |        |

## Résultats par canton

### Canton d'Ambert
| Candidats      | Candidats                | Étiquette      | Premier tour | Premier tour | Second tour | Second tour |
| Candidats      | Candidats                | Étiquette      | Voix         | %            | Voix        | %           |
| -------------- | ------------------------ | -------------- | ------------ | ------------ | ----------- | ----------- |
|                | Georges Chanoine         | UMP            | 1 961        | 36,97        | 2 723       | 48,43       |
|                | Jacquie Douarre          | PCF            | 1 483        | 27,95        | 2 899       | 51,57       |
|                | Michel Dajoux            | SE             | 1 236        | 23,30        | Retrait     | Retrait     |
|                | Alain Langlade           | FN             | 455          | 8,58         |             |             |
|                | Jean-Loup Dechezlepretre | EXG            | 170          | 3,20         |             |             |
|                |                          |                |              |              |             |             |
| Inscrits       | Inscrits                 | Inscrits       | 8 548        | 100,00       | 8 540       | 100,00      |
| Abstention     | Abstention               | Abstention     | 3 004        | 35,14        | 2 595       | 30,39       |
| Votants        | Votants                  | Votants        | 5 544        | 64,86        | 5 945       | 69,61       |
| Blancs et nuls | Blancs et nuls           | Blancs et nuls | 239          | 4,31         | 323         | 5,43        |
| Exprimés       | Exprimés                 | Exprimés       | 5 305        | 95,69        | 5 622       | 94,57       |

### Canton de Beaumont
| Candidats      | Candidats        | Étiquette      | Premier tour | Premier tour | Second tour | Second tour |
| Candidats      | Candidats        | Étiquette      | Voix         | %            | Voix        | %           |
| -------------- | ---------------- | -------------- | ------------ | ------------ | ----------- | ----------- |
|                | Alain Brochet*   | PS             | 4 321        | 46,85        | 6 139       | 64,36       |
|                | Alain Dumeil     | UMP            | 2 650        | 28,73        | 3 399       | 35,64       |
|                | Hervé Mantelet   | Verts          | 958          | 10,39        |             |             |
|                | Henri Chosson    | FN             | 500          | 5,42         |             |             |
|                | Christine Thomas | PCF            | 414          | 4,49         |             |             |
|                | Gérard Bohner    | EXG            | 381          | 4,13         |             |             |
|                |                  |                |              |              |             |             |
| Inscrits       | Inscrits         | Inscrits       | 14 757       | 100,00       | 14 760      | 100,00      |
| Abstention     | Abstention       | Abstention     | 5 147        | 34,88        | 4 617       | 31,28       |
| Votants        | Votants          | Votants        | 9 610        | 65,12        | 10 143      | 68,72       |
| Blancs et nuls | Blancs et nuls   | Blancs et nuls | 386          | 4,02         | 605         | 5,96        |
| Exprimés       | Exprimés         | Exprimés       | 9 224        | 95,98        | 9 538       | 94,04       |

*sortant

### Canton de Billom
| Candidats      | Candidats          | Étiquette      | Premier tour | Premier tour | Second tour | Second tour |
| Candidats      | Candidats          | Étiquette      | Voix         | %            | Voix        | %           |
| -------------- | ------------------ | -------------- | ------------ | ------------ | ----------- | ----------- |
|                | Pierre Guillon*    | PS             | 1 752        | 37,32        | 2 827       | 58,77       |
|                | Michel Dubien      | DVD            | 883          | 18,81        | 1 983       | 41,23       |
|                | René Montagner     | PCF            | 806          | 17,17        | Retrait     | Retrait     |
|                | Jean Jallat        | UMP            | 685          | 14,59        |             |             |
|                | Georges Darteyre   | FN             | 372          | 7,92         |             |             |
|                | Jean-Claude Giraud | EXG            | 197          | 4,20         |             |             |
|                |                    |                |              |              |             |             |
| Inscrits       | Inscrits           | Inscrits       | 7 069        | 100,00       | 7 069       | 100,00      |
| Abstention     | Abstention         | Abstention     | 2 112        | 29,88        | 1 898       | 26,85       |
| Votants        | Votants            | Votants        | 4 957        | 70,12        | 5 171       | 73,15       |
| Blancs et nuls | Blancs et nuls     | Blancs et nuls | 262          | 5,29         | 361         | 6,98        |
| Exprimés       | Exprimés           | Exprimés       | 4 695        | 94,71        | 4 810       | 93,02       |

*sortant

### Canton de Bourg-Lastic
| Candidats      | Candidats        | Étiquette      | Premier tour | Premier tour |
| Candidats      | Candidats        | Étiquette      | Voix         | %            |
| -------------- | ---------------- | -------------- | ------------ | ------------ |
|                | Gilles Battut    | PS             | 1 219        | 51,35        |
|                | Armand Blanchet* | UMP            | 1 066        | 44,90        |
|                | Fabrice Lacheze  | EXG            | 89           | 3,75         |
|                |                  |                |              |              |
| Inscrits       | Inscrits         | Inscrits       | 2 991        | 100,00       |
| Abstention     | Abstention       | Abstention     | 510          | 17,05        |
| Votants        | Votants          | Votants        | 2 481        | 82,95        |
| Blancs et nuls | Blancs et nuls   | Blancs et nuls | 107          | 4,31         |
| Exprimés       | Exprimés         | Exprimés       | 2 374        | 95,69        |

*sortant

### Canton de Chamalières
| Candidats      | Candidats         | Étiquette      | Premier tour | Premier tour | Second tour | Second tour |
| Candidats      | Candidats         | Étiquette      | Voix         | %            | Voix        | %           |
| -------------- | ----------------- | -------------- | ------------ | ------------ | ----------- | ----------- |
|                | Claude Wolff*     | DVD            | 2 593        | 32,29        | 4 768       | 60,51       |
|                | Yves Dousset      | UMP            | 2 138        | 26,63        | Retrait     | Retrait     |
|                | Bernard Thevenot  | PS             | 1 885        | 23,47        | 3 112       | 39,49       |
|                | Jean-Louis Aupois | UDF            | 602          | 7,50         |             |             |
|                | Mélanie Grimaldi  | FN             | 323          | 4,02         |             |             |
|                | Marie Savre       | EXG            | 257          | 3,20         |             |             |
|                | Pierre Alma       | PCF            | 232          | 2,89         |             |             |
|                |                   |                |              |              |             |             |
| Inscrits       | Inscrits          | Inscrits       | 12 365       | 100,00       | 12 365      | 100,00      |
| Abstention     | Abstention        | Abstention     | 4 080        | 33,00        | 3 894       | 31,49       |
| Votants        | Votants           | Votants        | 8 285        | 67,00        | 8 471       | 68,51       |
| Blancs et nuls | Blancs et nuls    | Blancs et nuls | 255          | 3,08         | 591         | 6,98        |
| Exprimés       | Exprimés          | Exprimés       | 8 030        | 96,92        | 7 880       | 93,02       |

*sortant

### Canton de Champeix
| Candidats      | Candidats         | Étiquette      | Premier tour | Premier tour |
| Candidats      | Candidats         | Étiquette      | Voix         | %            |
| -------------- | ----------------- | -------------- | ------------ | ------------ |
|                | Luc Tixier*       | PS             | 1 779        | 53,23        |
|                | Guy Chauvet       | DVD            | 1 031        | 30,85        |
|                | Jean-Michel Dumas | PCF            | 209          | 6,25         |
|                | Christophe Costes | FN             | 205          | 6,13         |
|                | Josiane Mainville | EXG            | 118          | 3,53         |
|                |                   |                |              |              |
| Inscrits       | Inscrits          | Inscrits       | 4 854        | 100,00       |
| Abstention     | Abstention        | Abstention     | 1 363        | 28,08        |
| Votants        | Votants           | Votants        | 3 491        | 71,92        |
| Blancs et nuls | Blancs et nuls    | Blancs et nuls | 149          | 4,27         |
| Exprimés       | Exprimés          | Exprimés       | 3 342        | 95,73        |

*sortant

### Canton de Clermont-Ferrand-Nord-Ouest
| Candidats      | Candidats          | Étiquette      | Premier tour | Premier tour | Second tour | Second tour |
| Candidats      | Candidats          | Étiquette      | Voix         | %            | Voix        | %           |
| -------------- | ------------------ | -------------- | ------------ | ------------ | ----------- | ----------- |
|                | Michèle André*     | PS             | 2 655        | 44,22        | 3 572       | 57,19       |
|                | Christiane Jalicon | UMP            | 2 091        | 34,83        | 2 674       | 42,81       |
|                | Alain Laffont      | EXG            | 511          | 8,51         |             |             |
|                | Marguerite Hebert  | FN             | 434          | 7,23         |             |             |
|                | Jacques Lanoir     | PCF            | 313          | 5,21         |             |             |
|                |                    |                |              |              |             |             |
| Inscrits       | Inscrits           | Inscrits       | 9 689        | 100,00       | 9 689       | 100,00      |
| Abstention     | Abstention         | Abstention     | 3 423        | 35,33        | 3 128       | 32,28       |
| Votants        | Votants            | Votants        | 6 266        | 64,67        | 6 561       | 67,72       |
| Blancs et nuls | Blancs et nuls     | Blancs et nuls | 262          | 4,18         | 315         | 4,80        |
| Exprimés       | Exprimés           | Exprimés       | 6 004        | 95,82        | 6 246       | 95,20       |

*sortant

### Canton de Clermont-Ferrand-Ouest
| Candidats      | Candidats             | Étiquette      | Premier tour | Premier tour | Second tour | Second tour |
| Candidats      | Candidats             | Étiquette      | Voix         | %            | Voix        | %           |
| -------------- | --------------------- | -------------- | ------------ | ------------ | ----------- | ----------- |
|                | Jean-Yves Gouttebel*  | PS             | 1 465        | 41,57        | 2 308       | 63,53       |
|                | Marc-Antoine Sabatier | UMP            | 685          | 19,44        | 1 325       | 36,47       |
|                | Jean-Michel Duclos    | Verts          | 452          | 12,83        |             |             |
|                | Christine Perret      | UDF            | 401          | 11,38        |             |             |
|                | Robert Wilwertz       | FN             | 206          | 5,85         |             |             |
|                | Daniel Seguy          | EXG            | 167          | 4,74         |             |             |
|                | Renée Defournier      | PCF            | 148          | 4,20         |             |             |
|                |                       |                |              |              |             |             |
| Inscrits       | Inscrits              | Inscrits       | 6 363        | 100,00       | 6 363       | 100,00      |
| Abstention     | Abstention            | Abstention     | 2 716        | 42,68        | 2 596       | 40,80       |
| Votants        | Votants               | Votants        | 3 647        | 57,32        | 3 767       | 59,20       |
| Blancs et nuls | Blancs et nuls        | Blancs et nuls | 123          | 3,37         | 134         | 3,56        |
| Exprimés       | Exprimés              | Exprimés       | 3 524        | 96,63        | 3 633       | 96,44       |

*sortant

### Canton de Clermont-Ferrand-Sud-Est
| Candidats      | Candidats                | Étiquette      | Premier tour | Premier tour | Second tour | Second tour |
| Candidats      | Candidats                | Étiquette      | Voix         | %            | Voix        | %           |
| -------------- | ------------------------ | -------------- | ------------ | ------------ | ----------- | ----------- |
|                | Sylvie Maisonnet         | PS             | 1 848        | 40,13        | 3 003       | 63,89       |
|                | Paul Suss                | UMP            | 1 030        | 22,37        | 1 697       | 36,11       |
|                | Guy-Édouard Ferraris     | FN             | 412          | 8,95         |             |             |
|                | Odile Vignal             | Verts          | 373          | 8,10         |             |             |
|                | Laurent Mechineau        | UDF            | 351          | 7,62         |             |             |
|                | Bernard Dantal           | PCF            | 264          | 5,73         |             |             |
|                | Fatima Chennouf-Terrasse | EXG            | 244          | 5,30         |             |             |
|                | Philippe Lecat           | EXG            | 83           | 1,80         |             |             |
|                |                          |                |              |              |             |             |
| Inscrits       | Inscrits                 | Inscrits       | 8 051        | 100,00       | 8 050       | 100,00      |
| Abstention     | Abstention               | Abstention     | 3 254        | 40,42        | 3 058       | 37,99       |
| Votants        | Votants                  | Votants        | 4 797        | 59,58        | 4 992       | 62,01       |
| Blancs et nuls | Blancs et nuls           | Blancs et nuls | 192          | 4,00         | 292         | 5,85        |
| Exprimés       | Exprimés                 | Exprimés       | 4 605        | 96,00        | 4 700       | 94,15       |

### Canton de Clermont-Ferrand-Sud-Ouest
| Candidats      | Candidats           | Étiquette      | Premier tour | Premier tour | Second tour | Second tour |
| Candidats      | Candidats           | Étiquette      | Voix         | %            | Voix        | %           |
| -------------- | ------------------- | -------------- | ------------ | ------------ | ----------- | ----------- |
|                | Claudine Lafaye*    | UMP            | 2 484        | 41,71        | 3 262       | 52,38       |
|                | Alain Bardot        | PS             | 1 781        | 29,90        | 2 965       | 47,62       |
|                | Yves Reverseau      | Verts          | 826          | 13,87        |             |             |
|                | Suzanne Delamouroux | FN             | 414          | 6,95         |             |             |
|                | Christian Diou      | PCF            | 232          | 3,90         |             |             |
|                | Claude Dufour       | EXG            | 219          | 3,68         |             |             |
|                |                     |                |              |              |             |             |
| Inscrits       | Inscrits            | Inscrits       | 10 248       | 100,00       | 10 248      | 100,00      |
| Abstention     | Abstention          | Abstention     | 4 068        | 39,70        | 3 715       | 36,25       |
| Votants        | Votants             | Votants        | 6 180        | 60,30        | 6 533       | 63,75       |
| Blancs et nuls | Blancs et nuls      | Blancs et nuls | 224          | 3,62         | 306         | 4,68        |
| Exprimés       | Exprimés            | Exprimés       | 5 956        | 96,38        | 6 227       | 95,32       |

*sortant

### Canton de Combronde
| Candidats      | Candidats            | Étiquette      | Premier tour | Premier tour | Second tour | Second tour |
| Candidats      | Candidats            | Étiquette      | Voix         | %            | Voix        | %           |
| -------------- | -------------------- | -------------- | ------------ | ------------ | ----------- | ----------- |
|                | Bernard Favodon*     | DVG            | 1 467        | 41,50        | 2 688       | 72,20       |
|                | Jean-Paul Pouzadoux  | PS             | 853          | 24,13        | Retrait     | Retrait     |
|                | Jean-Pierre Muselier | UMP            | 817          | 23,11        | 1 035       | 27,80       |
|                | Christophe Lebeau    | FN             | 250          | 7,07         |             |             |
|                | Claude Deletang      | EXG            | 148          | 4,19         |             |             |
|                |                      |                |              |              |             |             |
| Inscrits       | Inscrits             | Inscrits       | 5 177        | 100,00       | 5 177       | 100,00      |
| Abstention     | Abstention           | Abstention     | 1 488        | 28,74        | 1 286       | 24,84       |
| Votants        | Votants              | Votants        | 3 689        | 71,26        | 3 891       | 75,16       |
| Blancs et nuls | Blancs et nuls       | Blancs et nuls | 154          | 4,17         | 168         | 4,32        |
| Exprimés       | Exprimés             | Exprimés       | 3 535        | 95,83        | 3 723       | 95,68       |

*sortant

### Canton de Cournon-d'Auvergne
| Candidats      | Candidats          | Étiquette      | Premier tour | Premier tour | Second tour | Second tour |
| Candidats      | Candidats          | Étiquette      | Voix         | %            | Voix        | %           |
| -------------- | ------------------ | -------------- | ------------ | ------------ | ----------- | ----------- |
|                | Bertrand Pasciuto* | PS             | 3 521        | 42,56        | 5 553       | 65,48       |
|                | Michel Renaud      | UMP            | 1 352        | 16,34        | 2 927       | 34,52       |
|                | Pierre Cheron      | UDF            | 944          | 11,41        |             |             |
|                | Jean-Luc Vendange  | FN             | 648          | 7,83         |             |             |
|                | Olivier Arnal      | DVG            | 582          | 7,03         |             |             |
|                | Éliane Brousse     | Verts          | 477          | 5,77         |             |             |
|                | Marcel Curtil      | PCF            | 397          | 4,80         |             |             |
|                | Laurent Dias       | EXG            | 352          | 4,25         |             |             |
|                |                    |                |              |              |             |             |
| Inscrits       | Inscrits           | Inscrits       | 12 946       | 100,00       | 12 946      | 100,00      |
| Abstention     | Abstention         | Abstention     | 4 371        | 33,76        | 3 884       | 30,00       |
| Votants        | Votants            | Votants        | 8 575        | 66,24        | 9 062       | 70,00       |
| Blancs et nuls | Blancs et nuls     | Blancs et nuls | 302          | 3,52         | 582         | 6,42        |
| Exprimés       | Exprimés           | Exprimés       | 8 273        | 96,48        | 8 480       | 93,58       |

*sortant

### Canton de Cunlhat
| Candidats      | Candidats        | Étiquette      | Premier tour | Premier tour | Second tour | Second tour |
| Candidats      | Candidats        | Étiquette      | Voix         | %            | Voix        | %           |
| -------------- | ---------------- | -------------- | ------------ | ------------ | ----------- | ----------- |
|                | Gilbert Bonnefoy | DVG            | 640          | 46,14        | 861         | 58,89       |
|                | Jean Bernard     | DVD            | 493          | 35,54        | 601         | 41,11       |
|                | Bernard Miolle   | FN             | 118          | 8,51         |             |             |
|                | Jacqueline Jouve | PCF            | 105          | 7,57         |             |             |
|                | Alain Pire       | EXG            | 31           | 2,24         |             |             |
|                |                  |                |              |              |             |             |
| Inscrits       | Inscrits         | Inscrits       | 1 924        | 100,00       | 1 924       | 100,00      |
| Abstention     | Abstention       | Abstention     | 469          | 24,38        | 378         | 19,65       |
| Votants        | Votants          | Votants        | 1 455        | 75,62        | 1 546       | 80,35       |
| Blancs et nuls | Blancs et nuls   | Blancs et nuls | 68           | 4,67         | 84          | 5,43        |
| Exprimés       | Exprimés         | Exprimés       | 1 387        | 95,33        | 1 462       | 94,57       |

### Canton d'Issoire
| Candidats      | Candidats                | Étiquette      | Premier tour | Premier tour | Second tour | Second tour |
| Candidats      | Candidats                | Étiquette      | Voix         | %            | Voix        | %           |
| -------------- | ------------------------ | -------------- | ------------ | ------------ | ----------- | ----------- |
|                | Robert Chabaud           | PS             | 3 753        | 39,20        | 6 126       | 100,00      |
|                | Pierre Pascallon*        | UMP            | 3 564        | 37,23        | Retrait     | Retrait     |
|                | Hélène Fourvel-Pelletier | Verts          | 765          | 7,99         |             |             |
|                | Jacques Berger           | FN             | 647          | 6,76         |             |             |
|                | Patrick Goyeau           | EXG            | 322          | 3,36         |             |             |
|                | Jacques Folliguet        | PCF            | 242          | 2,53         |             |             |
|                | Nathalie Courageot       | EXG            | 126          | 1,32         |             |             |
|                | Fabienne Bouillon        | EXG            | 114          | 1,19         |             |             |
|                | Jean Touron              | DVG            | 40           | 0,42         |             |             |
|                |                          |                |              |              |             |             |
| Inscrits       | Inscrits                 | Inscrits       | 15 046       | 100,00       | 15 046      | 100,00      |
| Abstention     | Abstention               | Abstention     | 5 021        | 33,37        | 5 080       | 33,76       |
| Votants        | Votants                  | Votants        | 10 025       | 66,63        | 9 966       | 66,24       |
| Blancs et nuls | Blancs et nuls           | Blancs et nuls | 452          | 4,51         | 3 840       | 38,53       |
| Exprimés       | Exprimés                 | Exprimés       | 9 573        | 95,49        | 6 126       | 61,47       |

*sortant

### Canton de La Tour-d'Auvergne
| Candidats      | Candidats        | Étiquette      | Premier tour | Premier tour |
| Candidats      | Candidats        | Étiquette      | Voix         | %            |
| -------------- | ---------------- | -------------- | ------------ | ------------ |
|                | François Marion* | UMP            | 1 120        | 55,42        |
|                | Gérard Marion    | DVG            | 826          | 40,87        |
|                | Odile Oziol      | EXG            | 75           | 3,71         |
|                |                  |                |              |              |
| Inscrits       | Inscrits         | Inscrits       | 2 767        | 100,00       |
| Abstention     | Abstention       | Abstention     | 661          | 23,89        |
| Votants        | Votants          | Votants        | 2 106        | 76,11        |
| Blancs et nuls | Blancs et nuls   | Blancs et nuls | 85           | 4,04         |
| Exprimés       | Exprimés         | Exprimés       | 2 021        | 95,96        |

*sortant

### Canton de Lezoux
| Candidats      | Candidats                 | Étiquette      | Premier tour | Premier tour | Second tour | Second tour |
| Candidats      | Candidats                 | Étiquette      | Voix         | %            | Voix        | %           |
| -------------- | ------------------------- | -------------- | ------------ | ------------ | ----------- | ----------- |
|                | Marie-Gabrielle Gagnadre* | UMP            | 2 585        | 40,74        | 3 470       | 53,13       |
|                | Bertille Brunel           | PS             | 1 598        | 25,19        | 3 061       | 46,87       |
|                | Fabienne Remy             | FN             | 736          | 11,60        |             |             |
|                | Jean-Gabriel Carrias      | PCF            | 621          | 9,79         |             |             |
|                | André Arraby              | DVD            | 540          | 8,51         |             |             |
|                | Louis Lesme               | EXG            | 265          | 4,18         |             |             |
|                |                           |                |              |              |             |             |
| Inscrits       | Inscrits                  | Inscrits       | 9 730        | 100,00       | 9 730       | 100,00      |
| Abstention     | Abstention                | Abstention     | 3 075        | 31,60        | 2 738       | 28,14       |
| Votants        | Votants                   | Votants        | 6 655        | 68,40        | 6 992       | 71,86       |
| Blancs et nuls | Blancs et nuls            | Blancs et nuls | 310          | 4,66         | 461         | 6,59        |
| Exprimés       | Exprimés                  | Exprimés       | 6 345        | 95,34        | 6 531       | 93,41       |

*sortant

### Canton de Manzat
| Candidats      | Candidats           | Étiquette      | Premier tour | Premier tour | Second tour | Second tour |
| Candidats      | Candidats           | Étiquette      | Voix         | %            | Voix        | %           |
| -------------- | ------------------- | -------------- | ------------ | ------------ | ----------- | ----------- |
|                | Alain Escure        | PS             | 2 423        | 48,05        | 3 728       | 72,12       |
|                | Guillaume Girard    | PCF            | 1 126        | 22,33        | Retrait     | Retrait     |
|                | Franck De Magalhaes | UMP            | 853          | 16,91        | 1 441       | 27,88       |
|                | René Faurot         | FN             | 450          | 8,92         |             |             |
|                | Daniel Queyrat      | EXG            | 191          | 3,79         |             |             |
|                |                     |                |              |              |             |             |
| Inscrits       | Inscrits            | Inscrits       | 7 690        | 100,00       | 7 690       | 100,00      |
| Abstention     | Abstention          | Abstention     | 2 351        | 30,57        | 2 044       | 26,58       |
| Votants        | Votants             | Votants        | 5 339        | 69,43        | 5 646       | 73,42       |
| Blancs et nuls | Blancs et nuls      | Blancs et nuls | 296          | 5,54         | 477         | 8,45        |
| Exprimés       | Exprimés            | Exprimés       | 5 043        | 94,46        | 5 169       | 91,55       |

### Canton de Montaigut
| Candidats      | Candidats               | Étiquette      | Premier tour | Premier tour | Second tour | Second tour |
| Candidats      | Candidats               | Étiquette      | Voix         | %            | Voix        | %           |
| -------------- | ----------------------- | -------------- | ------------ | ------------ | ----------- | ----------- |
|                | Pierrette Ray           | PS             | 1 986        | 42,92        | 2 782       | 55,31       |
|                | Jean Saby               | UMP            | 1 812        | 39,16        | 2 248       | 44,69       |
|                | Michel Beurier          | PCF            | 459          | 9,92         |             |             |
|                | Michel Archimbaud       | FN             | 247          | 5,34         |             |             |
|                | Jean-Claude Villebonnet | EXG            | 123          | 2,66         |             |             |
|                |                         |                |              |              |             |             |
| Inscrits       | Inscrits                | Inscrits       | 6 748        | 100,00       | 6 744       | 100,00      |
| Abstention     | Abstention              | Abstention     | 1 941        | 28,76        | 1 530       | 22,69       |
| Votants        | Votants                 | Votants        | 4 807        | 71,24        | 5 214       | 77,31       |
| Blancs et nuls | Blancs et nuls          | Blancs et nuls | 180          | 3,74         | 184         | 3,53        |
| Exprimés       | Exprimés                | Exprimés       | 4 627        | 96,26        | 5 030       | 96,47       |

### Canton de Pionsat
| Candidats      | Candidats        | Étiquette      | Premier tour | Premier tour | Second tour | Second tour |
| Candidats      | Candidats        | Étiquette      | Voix         | %            | Voix        | %           |
| -------------- | ---------------- | -------------- | ------------ | ------------ | ----------- | ----------- |
|                | Michel Barrette* | PS             | 625          | 36,98        | 1 027       | 57,60       |
|                | Françoise Gungah | DVD            | 405          | 23,96        | 756         | 42,40       |
|                | Jérôme Gaumet    | DVD            | 389          | 23,02        | Retrait     | Retrait     |
|                | Gérard Misalski  | PCF            | 146          | 8,64         |             |             |
|                | Jacques Brechard | SE             | 62           | 3,67         |             |             |
|                | Patrick Lonardo  | DVG            | 44           | 2,60         |             |             |
|                | Michel Verdier   | EXG            | 19           | 1,12         |             |             |
|                |                  |                |              |              |             |             |
| Inscrits       | Inscrits         | Inscrits       | 2 343        | 100,00       | 2 343       | 100,00      |
| Abstention     | Abstention       | Abstention     | 603          | 25,74        | 458         | 19,55       |
| Votants        | Votants          | Votants        | 1 740        | 74,26        | 1 885       | 80,45       |
| Blancs et nuls | Blancs et nuls   | Blancs et nuls | 50           | 2,87         | 102         | 5,41        |
| Exprimés       | Exprimés         | Exprimés       | 1 690        | 97,13        | 1 783       | 94,59       |

*sortant

### Canton de Pont-du-Château
| Candidats      | Candidats                     | Étiquette      | Premier tour | Premier tour | Second tour | Second tour |
| Candidats      | Candidats                     | Étiquette      | Voix         | %            | Voix        | %           |
| -------------- | ----------------------------- | -------------- | ------------ | ------------ | ----------- | ----------- |
|                | Gérard Betenfeld*             | PS             | 4 148        | 43,32        | 6 261       | 64,19       |
|                | Alexis Jelade                 | UMP            | 1 840        | 19,21        | 3 493       | 35,81       |
|                | Danielle Misic                | UDF            | 1 226        | 12,80        |             |             |
|                | Jean-Marc Sauzon              | FN             | 942          | 9,84         |             |             |
|                | Marie-Christine Petit-Belouin | Verts          | 640          | 6,68         |             |             |
|                | Michel Bouchet                | PCF            | 434          | 4,53         |             |             |
|                | Louis Balsegur                | EXG            | 346          | 3,61         |             |             |
|                |                               |                |              |              |             |             |
| Inscrits       | Inscrits                      | Inscrits       | 15 000       | 100,00       | 15 001      | 100,00      |
| Abstention     | Abstention                    | Abstention     | 5 014        | 33,43        | 4 608       | 30,72       |
| Votants        | Votants                       | Votants        | 9 986        | 66,57        | 10 393      | 69,28       |
| Blancs et nuls | Blancs et nuls                | Blancs et nuls | 410          | 4,11         | 639         | 6,15        |
| Exprimés       | Exprimés                      | Exprimés       | 9 576        | 95,89        | 9 754       | 93,85       |

*sortant

### Canton de Randan
| Candidats      | Candidats              | Étiquette      | Premier tour | Premier tour | Second tour | Second tour |
| Candidats      | Candidats              | Étiquette      | Voix         | %            | Voix        | %           |
| -------------- | ---------------------- | -------------- | ------------ | ------------ | ----------- | ----------- |
|                | Éric Gold              | PS             | 1 561        | 47,93        | 1 863       | 52,76       |
|                | Jean-Jacques Mathillon | DVD            | 1 369        | 42,03        | 1 668       | 47,24       |
|                | Éric Assad             | FN             | 206          | 6,32         |             |             |
|                | Ivan Simonet           | EXG            | 121          | 3,72         |             |             |
|                |                        |                |              |              |             |             |
| Inscrits       | Inscrits               | Inscrits       | 4 445        | 100,00       | 4 442       | 100,00      |
| Abstention     | Abstention             | Abstention     | 1 089        | 24,50        | 814         | 18,33       |
| Votants        | Votants                | Votants        | 3 356        | 75,50        | 3 628       | 81,67       |
| Blancs et nuls | Blancs et nuls         | Blancs et nuls | 99           | 2,95         | 97          | 2,67        |
| Exprimés       | Exprimés               | Exprimés       | 3 257        | 97,05        | 3 531       | 97,33       |

### Canton de Riom-Est
| Candidats      | Candidats          | Étiquette      | Premier tour | Premier tour | Second tour | Second tour |
| Candidats      | Candidats          | Étiquette      | Voix         | %            | Voix        | %           |
| -------------- | ------------------ | -------------- | ------------ | ------------ | ----------- | ----------- |
|                | Jean-Claude Zicola | PS             | 2 509        | 30,25        | 4 376       | 50,77       |
|                | Claude Liebermann* | UMP            | 2 290        | 27,61        | 4 244       | 49,23       |
|                | Michel Laurençon   | UDF            | 1 174        | 14,15        |             |             |
|                | Anne Sainte-Marie  | FN             | 711          | 8,57         |             |             |
|                | Guy Godet          | PCF            | 596          | 7,19         |             |             |
|                | Agnès Mollon       | Verts          | 565          | 6,81         |             |             |
|                | Valérie Criquet    | EXG            | 335          | 4,04         |             |             |
|                | Michel Bœuf        | EXG            | 114          | 1,37         |             |             |
|                |                    |                |              |              |             |             |
| Inscrits       | Inscrits           | Inscrits       | 12 896       | 100,00       | 12 894      | 100,00      |
| Abstention     | Abstention         | Abstention     | 4 252        | 32,97        | 3 701       | 28,70       |
| Votants        | Votants            | Votants        | 8 644        | 67,03        | 9 193       | 71,30       |
| Blancs et nuls | Blancs et nuls     | Blancs et nuls | 350          | 4,05         | 573         | 6,23        |
| Exprimés       | Exprimés           | Exprimés       | 8 294        | 95,95        | 8 620       | 93,77       |

*sortant

### Canton de Saint-Amant-Roche-Savine
| Candidats      | Candidats             | Étiquette      | Premier tour | Premier tour | Second tour | Second tour |
| Candidats      | Candidats             | Étiquette      | Voix         | %            | Voix        | %           |
| -------------- | --------------------- | -------------- | ------------ | ------------ | ----------- | ----------- |
|                | Pierre Pouget         | DVD            | 378          | 40,21        | 454         | 48,40       |
|                | Jean-Luc Coupat       | DVG            | 333          | 35,43        | 484         | 51,60       |
|                | Serge Joubert         | PCF            | 215          | 22,87        | Retrait     | Retrait     |
|                | Georges-Yves Courteix | EXG            | 14           | 1,49         |             |             |
|                |                       |                |              |              |             |             |
| Inscrits       | Inscrits              | Inscrits       | 1 302        | 100,00       | 1 300       | 100,00      |
| Abstention     | Abstention            | Abstention     | 338          | 25,96        | 323         | 24,85       |
| Votants        | Votants               | Votants        | 964          | 74,04        | 977         | 75,15       |
| Blancs et nuls | Blancs et nuls        | Blancs et nuls | 24           | 2,49         | 39          | 3,99        |
| Exprimés       | Exprimés              | Exprimés       | 940          | 97,51        | 938         | 96,01       |

### Canton de Saint-Germain-l'Herm
| Candidats      | Candidats            | Étiquette      | Premier tour | Premier tour | Second tour | Second tour |
| Candidats      | Candidats            | Étiquette      | Voix         | %            | Voix        | %           |
| -------------- | -------------------- | -------------- | ------------ | ------------ | ----------- | ----------- |
|                | Dominique Giron      | DVG            | 598          | 40,49        | 937         | 59,57       |
|                | Georges Chometon*    | UDF            | 569          | 38,52        | 636         | 40,43       |
|                | Aliette Gourgouillon | PS             | 267          | 18,08        | Retrait     | Retrait     |
|                | Sandrine Lombard     | EXG            | 43           | 2,91         |             |             |
|                |                      |                |              |              |             |             |
| Inscrits       | Inscrits             | Inscrits       | 2 238        | 100,00       | 2 235       | 100,00      |
| Abstention     | Abstention           | Abstention     | 708          | 31,64        | 618         | 27,65       |
| Votants        | Votants              | Votants        | 1 530        | 68,36        | 1 617       | 72,35       |
| Blancs et nuls | Blancs et nuls       | Blancs et nuls | 53           | 3,46         | 44          | 2,72        |
| Exprimés       | Exprimés             | Exprimés       | 1 477        | 96,54        | 1 573       | 97,28       |

*sortant

### Canton de Saint-Gervais-d'Auvergne
| Candidats      | Candidats          | Étiquette      | Premier tour | Premier tour | Second tour | Second tour |
| Candidats      | Candidats          | Étiquette      | Voix         | %            | Voix        | %           |
| -------------- | ------------------ | -------------- | ------------ | ------------ | ----------- | ----------- |
|                | Michel Girard*     | PCF            | 1 239        | 45,42        | 1 933       | 72,23       |
|                | Bernard Favier     | PS             | 899          | 32,95        | Retrait     | Retrait     |
|                | Marie-Laure Besse  | UMP            | 538          | 19,72        | 743         | 27,77       |
|                | Nicolas Camerlynck | EXG            | 52           | 1,91         |             |             |
|                |                    |                |              |              |             |             |
| Inscrits       | Inscrits           | Inscrits       | 3 680        | 100,00       | 3 680       | 100,00      |
| Abstention     | Abstention         | Abstention     | 875          | 23,78        | 847         | 23,02       |
| Votants        | Votants            | Votants        | 2 805        | 76,22        | 2 833       | 76,98       |
| Blancs et nuls | Blancs et nuls     | Blancs et nuls | 77           | 2,75         | 157         | 5,54        |
| Exprimés       | Exprimés           | Exprimés       | 2 728        | 97,25        | 2 676       | 94,46       |

*sortant

### Canton de Saint-Rémy-sur-Durolle
| Candidats      | Candidats             | Étiquette      | Premier tour | Premier tour | Second tour | Second tour |
| Candidats      | Candidats             | Étiquette      | Voix         | %            | Voix        | %           |
| -------------- | --------------------- | -------------- | ------------ | ------------ | ----------- | ----------- |
|                | Jean-Jacques Bournel* | PS             | 2 042        | 46,68        | 2 802       | 60,94       |
|                | Mathieu Four          | DVD            | 1 084        | 24,78        | 1 796       | 39,06       |
|                | Pascal Desforges      | FN             | 553          | 12,64        |             |             |
|                | Jean-Luc Groslier     | PCF            | 343          | 7,84         |             |             |
|                | Hubert Constancias    | ECO            | 234          | 5,35         |             |             |
|                | Catherine Juery       | EXG            | 118          | 2,70         |             |             |
|                |                       |                |              |              |             |             |
| Inscrits       | Inscrits              | Inscrits       | 6 888        | 100,00       | 6 885       | 100,00      |
| Abstention     | Abstention            | Abstention     | 2 311        | 33,55        | 1 992       | 28,93       |
| Votants        | Votants               | Votants        | 4 577        | 66,45        | 4 893       | 71,07       |
| Blancs et nuls | Blancs et nuls        | Blancs et nuls | 203          | 4,44         | 295         | 6,03        |
| Exprimés       | Exprimés              | Exprimés       | 4 374        | 95,56        | 4 598       | 93,97       |

*sortant

### Canton de Sauxillanges
| Candidats      | Candidats        | Étiquette      | Premier tour | Premier tour |
| Candidats      | Candidats        | Étiquette      | Voix         | %            |
| -------------- | ---------------- | -------------- | ------------ | ------------ |
|                | Bernard Sauvade* | PS             | 2 003        | 60,55        |
|                | Jean-Yves Perron | DVD            | 905          | 27,36        |
|                | Isabelle Duclos  | FN             | 241          | 7,29         |
|                | André Itier      | EXG            | 159          | 4,81         |
|                |                  |                |              |              |
| Inscrits       | Inscrits         | Inscrits       | 4 915        | 100,00       |
| Abstention     | Abstention       | Abstention     | 1 425        | 28,99        |
| Votants        | Votants          | Votants        | 3 490        | 71,01        |
| Blancs et nuls | Blancs et nuls   | Blancs et nuls | 182          | 5,21         |
| Exprimés       | Exprimés         | Exprimés       | 3 308        | 94,79        |

*sortant

### Canton de Thiers
| Candidats      | Candidats           | Étiquette      | Premier tour | Premier tour | Second tour | Second tour |
| Candidats      | Candidats           | Étiquette      | Voix         | %            | Voix        | %           |
| -------------- | ------------------- | -------------- | ------------ | ------------ | ----------- | ----------- |
|                | Annie Chevaldonne*  | PS             | 2 421        | 39,52        | 4 138       | 67,31       |
|                | Thierry Deglon      | DVG            | 1 093        | 17,84        | 2 010       | 32,69       |
|                | Claude Nowotny      | DVG            | 707          | 11,54        |             |             |
|                | Annie Delafoulhouse | UDF            | 668          | 10,90        |             |             |
|                | Roland Cotton       | FN             | 668          | 10,90        |             |             |
|                | Jean-Marc Pineau    | Verts          | 246          | 4,02         |             |             |
|                | Jacqueline Dulac    | EXG            | 190          | 3,10         |             |             |
|                | Jacques Chanet      | EXD            | 133          | 2,17         |             |             |
|                |                     |                |              |              |             |             |
| Inscrits       | Inscrits            | Inscrits       | 10 016       | 100,00       | 10 014      | 100,00      |
| Abstention     | Abstention          | Abstention     | 3 596        | 35,90        | 3 225       | 32,20       |
| Votants        | Votants             | Votants        | 6 420        | 64,10        | 6 789       | 67,80       |
| Blancs et nuls | Blancs et nuls      | Blancs et nuls | 294          | 4,58         | 641         | 9,44        |
| Exprimés       | Exprimés            | Exprimés       | 6 126        | 95,42        | 6 148       | 90,56       |

*sortant

### Canton de Veyre-Monton
| Candidats      | Candidats             | Étiquette      | Premier tour | Premier tour | Second tour | Second tour |
| Candidats      | Candidats             | Étiquette      | Voix         | %            | Voix        | %           |
| -------------- | --------------------- | -------------- | ------------ | ------------ | ----------- | ----------- |
|                | Jean-Pierre Decombas* | PS             | 5 629        | 49,15        | 7 323       | 60,71       |
|                | Hervé Prononce        | UMP            | 3 781        | 33,01        | 4 739       | 39,29       |
|                | José Lacquit          | FN             | 839          | 7,33         |             |             |
|                | Henri Sauzedde        | PCF            | 690          | 6,02         |             |             |
|                | Georges Fridlender    | EXG            | 514          | 4,49         |             |             |
|                |                       |                |              |              |             |             |
| Inscrits       | Inscrits              | Inscrits       | 17 380       | 100,00       | 17 470      | 100,00      |
| Abstention     | Abstention            | Abstention     | 5 466        | 31,45        | 4 909       | 28,10       |
| Votants        | Votants               | Votants        | 11 914       | 68,55        | 12 561      | 71,90       |
| Blancs et nuls | Blancs et nuls        | Blancs et nuls | 461          | 3,87         | 499         | 3,97        |
| Exprimés       | Exprimés              | Exprimés       | 11 453       | 96,13        | 12 062      | 96,03       |

*sortant

### Canton de Vic-le-Comte
| Candidats      | Candidats               | Étiquette      | Premier tour | Premier tour | Second tour | Second tour |
| Candidats      | Candidats               | Étiquette      | Voix         | %            | Voix        | %           |
| -------------- | ----------------------- | -------------- | ------------ | ------------ | ----------- | ----------- |
|                | Roland Blanchet*        | PS             | 3 032        | 47,47        | 4 416       | 67,04       |
|                | Claude Perrier          | UMP            | 1 177        | 18,43        | 2 171       | 32,96       |
|                | Francis Poncet          | UDF            | 629          | 9,85         |             |             |
|                | Philippe Pupion         | EXG            | 568          | 8,89         |             |             |
|                | Marie-Germaine Wilwertz | FN             | 525          | 8,22         |             |             |
|                | Paul Barnola            | PCF            | 456          | 7,14         |             |             |
|                |                         |                |              |              |             |             |
| Inscrits       | Inscrits                | Inscrits       | 9 642        | 100,00       | 9 632       | 100,00      |
| Abstention     | Abstention              | Abstention     | 2 927        | 30,36        | 2 646       | 27,47       |
| Votants        | Votants                 | Votants        | 6 715        | 69,64        | 6 986       | 72,53       |
| Blancs et nuls | Blancs et nuls          | Blancs et nuls | 328          | 4,88         | 399         | 5,71        |
| Exprimés       | Exprimés                | Exprimés       | 6 387        | 95,12        | 6 587       | 94,29       |

*sortant